# Euphrasia bottnica
Euphrasia bottnica là loài thực vật có hoa thuộc họ Cỏ chổi. Loài này được Kihlm. mô tả khoa học đầu tiên năm 1896.